# Цыганков, Аркадий Фёдорович
Аркадий Фёдорович Цыганков — советский хозяйственный и государственный деятель, Герой Социалистического Труда.

## Биография
Родился в 1931 году в поселке Старь. Член КПСС.
Окончил Клайпедское мореходное училище.
В 1953—1957 — матрос, руководящий работник на кораблях Управления тралового флота в Калининградской области.
В 1957—1962 — капитан среднего рыболовного траулера номер 4491.
В 1962—1973 — капитан среднего рыболовного траулера-рефрижератора номер 9051 УТФ.
В 1973—1991 — капитан большого морозильного рыболовного траулера «Лазурит».
Указом Президиума Верховного Совета СССР от 13 апреля 1963 года присвоено звание Героя Социалистического Труда с вручением ордена Ленина и золотой медали «Серп и Молот».
Делегат XXIII съезда КПСС.
Умер в 2011 году в Калининграде.

## Награды и звания
- Герой Социалистического Труда (13.04.1963)
- Орден Ленина (13.04.1963)